# Весёлкин, Владимир Олегович
Влади́мир Оле́гович Весёлкин (род. 10 марта 1961, Гатчина, Ленинградская область, РСФСР, СССР) — советский музыкант, хореограф, режиссёр и шоумен, певец, танцор группы «АукцЫон», исполнитель собственных песен, в том числе в составе проекта «Вова и ОВД». Сотрудничал с группой «Уши Ван Гога».

## Биография
В 1987 году окончил Ленинградский институт культуры имени Н. К. Крупской по специальности хореографа, режиссёра театрализованных представлений и праздников. Ученик балерины Аллы Осипенко.
В 1987 познакомился с Олегом Гаркушей и вошёл в состав группы «АукцЫон».
В 1989 году в составе официальных представителей молодёжной советской рок-культуры, в которую входили участники групп «Кино», «Звуки Му» и «Аукцион» (без буквы «Ы»), и при поддержке министра культуры Франции Жака Ланга, министра иностранных дел Франции Ролана Дюма и Эдуард Шеварднадзе, выступал на фестивале Printemps de Bourges во Франции. Телеканал TF1 снял новостной сюжет, в финале которого «танцор Володья» — ученик известной во Франции балерины Аллы Осипенко — сымпровизировал посвящение Морису Бежару.
В 1991 году вышла пластинка «Невозможная любовь» проекта «Вова и ОВД» («Орган внутренны́х дел»), созданного Весёлкиным в сотрудничестве с Кириллом Миллером и Натальей Пивоваровой. Альбом выдержан в декадентском и гомоэротическом ключе и стал своего рода манифестом Весёлкина, боровшегося за права сексуальных меньшинств в СССР.
В мае 1992 года покинул «АукцЫон».
Сотрудничал с группой «Уши Ван Гога», давал сольные концерты, известен также концерт с Катей Бочаровой. Участвовал в движении «Бархатное подполье».
В апреле 2006 года попал под трамвай и лишился ноги.
В 2009 году после паузы начал выступать в концертах, были сняты три телепрограммы с его участием, однако вскоре конфликты с окружающими на неопределённое время приостановили дальнейшую карьеру Весёлкина.
Впоследствии проживал в Санкт-Петербурге, изредка выезжая в Москву и другие города с сольной программой «Шоу одного».
На настоящий момент местонахождение Владимира Весёлкина неизвестно. По данным на 2021 год, Весёлкин проживал в одном из сквотов Петрозаводска.